# El portero de noche
El portero de noche (en italiano: Il Portiere di notte) es una película dirigida por Liliana Cavani en 1974 y protagonizada por Charlotte Rampling y Dirk Bogarde. Los temas de la película, la obsesión sexual y sadomasoquista, y su uso de imágenes del Holocausto, hicieron que la película fuera controvertida desde su lanzamiento inicial, dividiendo a los críticos sobre su valor artístico, pero desarrollando un fuerte seguimiento de culto.
La película fue censurada en Italia, prohibida para menores de 16 años en Francia y clasificada X en Estados Unidos. Mientras la obra juega con el registro de la fascinación y la repulsión, de la dualidad sumisión-dominación, encaja en el contexto particular de los llamados Años de Plomo de Italia en las décadas de 1960 y 1970.
En julio de 2018, fue seleccionada para ser proyectada en la sección Venice Classics en el 75° Festival Internacional de Cine de Venecia.

## Argumento
Durante la Segunda Guerra Mundial, Maximilian Theo Aldorfer, un oficial de la SS  que se había hecho pasar por médico para tomar fotografías sensacionales en los campos de concentración, y Lucía, una adolescente internada en un campo de concentración debido a los vínculos políticos socialistas de su padre, tuvieron una ambigua relación sadomasoquista. Max atormentaba a Lucía, pero también actuaba como su protector.
En 1957, Lucia, ahora casada con un director de orquesta estadounidense, vuelve a encontrarse con Max por casualidad. El es portero nocturno en un hotel de Viena y miembro reacio de un grupo de antiguos camaradas de las SS que han estado encubriendo cuidadosamente su pasado destruyendo documentos y eliminando testigos de sus actividades durante la guerra. Max tiene un juicio simulado próximo a manos del grupo por sus crímenes de guerra. El líder del grupo, Hans Fogler, acusa a Max de querer vivir "escondido como un ratón de iglesia". Max desea permanecer oculto, pero expresa su apoyo a las actividades del grupo. Los recuerdos del pasado acentúan el presente de Max y Lucia con una frecuencia urgente, lo que sugiere que Lucia sobrevivió a través de su relación con Max. En una de las escenas, Lucia canta una canción de Marlene Dietrich, "Wenn ich mir was wünschen dürfte" ("Si pudiera desear algo"), a los guardias del campo mientras viste piezas de un uniforme de las SS, y Max la "recompensa" con la cabeza cortada de un recluso que la había estado acosando, una referencia a Salomé.
Debido a que podría testificar en su contra, la existencia de Lucía es una amenaza para Max, quien va a ver a un excolaborador nazi, Mario, quien sabe que Lucía sigue viva. Max lo asesina para proteger su secreto. Después de que el esposo de Lucía se va de la ciudad por negocios, Max y Lucía renuevan su pasado teniendo sexo en el apartamento de Max. Max le confiesa a la condesa Stein, otra huésped de su hotel, que ha vuelto a encontrar a su "pequeña niña". La condesa le dice que está loco y Max le responde que ambos están "en el mismo barco". Mientras tanto, Fogler hace que Max sea espiado por un joven que trabaja en el hotel.
Max es entrevistado por la policía sobre el asesinato de Mario. Pasa los días con Lucía en su apartamento, encadenándola a la pared para que "no se la lleven", y duerme poco. Fogler, que quiere que Lucía testifique contra Max en el juicio simulado, aunque alberga intenciones a largo plazo más ambiguas hacia ella, la visita y le informa que Max está enfermo. Él sugiere que Lucía también debe estar enferma para permitirse estar en esta posición, pero ella lo despide, alegando estar con Max por su propia voluntad.
Los oficiales de la SS están furiosos con Max por esconder a un testigo clave. Max se niega a seguir adelante con el juicio, calificándolo de "farsa", y admite que trabaja como portero nocturno debido a su sentido de vergüenza durante el día. Regresa con Lucía y le dice que la policía lo interrogó a él y a otros en el hotel sobre su desaparición y que no recayó sobre él ninguna sospecha. Finalmente, Max deja su trabajo y dedica todo su tiempo a Lucía. Los oficiales de las SS cortan el suministro de alimentos de la pareja de una tienda de comestibles cercana. Max bloquea la puerta del apartamento y él y Lucia comienzan a racionar alimentos.
Max busca ayuda llamando a uno de sus viejos amigos del hotel, quien se niega, e implorando a su vecina, pero Adolph, el joven que había espiado a Max antes, le impide brindarle ayuda. Max se retira nuevamente al departamento, donde Lucía está casi inconsciente por desnutrición. Después de que uno de los SS corta la electricidad en el apartamento de Max, Max y Lucia, vestidos respectivamente con su uniforme nazi y un negligé parecido al que ella había usado en el campo de concentración, abandonan el edificio y se van; pronto los sigue un automóvil conducido por los antiguos colegas de Max. Max estaciona su auto en un puente, donde él y Lucia caminan por la acera al amanecer. Suenan dos disparos y los amantes mueren.

## Elenco
| - Dirk Bogarde - Maximilian Theo Aldorfer - Charlotte Rampling - Lucia - Philippe Leroy - Klaus - Gabriele Ferzetti - Hans Fogler - Giuseppe Addobbati - Stumm - Isa Miranda - condesa Stein - Nino Bignamini - Adolph - Marino M-é - Atherton - Amedeo Amodio - Bert | - Piero Vida - portero diurno - Geoffrey Copleston - Kurt - Manfred Freyberger - Dobson - Ugo Cardea - Mario - Hilda Gunther - Greta - Nora Ricci - vecino - Piero Mazzinghi - conserje - Kai-Siegfried Seefeld - Jacob |

## Estética y fascismo
La novelista estadounidense Susan Sontag habla de Fascinating fascism (1975) para describir la fuerza de atracción erótica que ejerce el fascismo en varias obras cinematográficas de la década de 1970. El filósofo francés Michel Foucault criticó duramente esta visión sexualizada del nazismo y el “amor por el poder”, al igual que criticó dos años después la película Salò o los 120 días de Sodoma de Pier Paolo Pasolini. Porque si para él, “el poder tiene una carga erótica”, le sorprende que toda una “imaginación erótica basura [sea] puesta ahora bajo el signo del nazismo, considerando que estos dignatarios nazis estaban en su mayor parte muy alejados de estas perversiones y juegos eróticos. El historiador israelí Saul Friedländer evoca la película en su ensayo Reflections of Nazism (1982), en el que analiza cierta fascinación por el nazismo, que ahora permite referirse a él en un registro estético, a la manera de un exorcismo. El historiador Fabrice d'Almeida también considera esta película como la iniciadora del género conocido como nazi exploitation, que se ilustró principalmente en Italia en la década de 1970.
Liliana Cavani comentó en una entrevista su perspectiva con respecto al tema: "Creo que en toda relación hay una dinámica víctima-verdugo más o menos claramente expresada y por lo general vivida a un nivel no consciente. El grado de madurez de cada uno proporciona un freno más o menos consistente a esta carga, que así permanece más o menos reprimida. La guerra no es sino el detonador: amplía las posibilidades, rompe los frenos, abre los diques. Mis protagonistas, a través de la guerra, han roto los frenos y viven sus papeles con plena lucidez. Se trata de roles intercambiables. Es una escalada en la que uno termina por desvanecerse en el otro, hasta que las partes se invierten y el cambio recomienza. La guerra es pues el detonador del sadomasoquismo latente en cada uno de ellos. Durante la guerra, el Estado monopoliza la carga sadomasoquista de sus ciudadanos, la desencadena y la utiliza, legalizándola. De esta manera es posible convertirse en víctimas y asesinos con la documentación en regla." 

## Recepción
En Rotten Tomatoes, la película tiene un índice de aprobación del 68% basado en 31 reseñas, con la lectura de consenso crítico del sitio: "La lascivia de El portero de noche le da a su exploración del trauma histórico un regusto amargo, pero es poco probable que las audiencias que buscan provocación olviden el aguijón de este drama erótico".
En respuesta a El portero de noche, Cavani fue alabada por su valentía al abordar el tema de la transgresión sexual y, al mismo tiempo, criticada por la controvertida forma en que presentó esa transgresión en el contexto de una narrativa del Holocausto nazi.
El crítico Roger Ebert de Chicago Sun-Times consideró que los roles principales estaban bien interpretados, pero no obstante le dio a la película 1 estrella de 4 posibles y calificó a El portero de noche como "tan desagradable como lúbrico, un intento despreciable de excitarnos explotando los recuerdos de la persecución y el sufrimiento. Es (sé lo obsceno que suena) Nazi-chic." La Movie Guide de 2015 de Leonard Maltin lo calificó como un "drama sórdido y extraño", otorgándole dos de cuatro estrellas. En The New York Times, Nora Sayre elogió las actuaciones de Bogarde y Rampling, y los "tonos ricos y oscuros" de la cinematografía, pero comenzó su reseña escribiendo "Si no amas el dolor, no encontrarás" El Night Porter" erótico, y a estas alturas, incluso los analgésicos pueden estar saciados con la decadencia nazi". Vincent Canby, otro destacado crítico de The New York Times, lo llamó "pornografía romántica" y "un pedazo de basura".
Rebecca Scherr considera que "Cavani transforma la memoria del campo en una "memoria sexy" que, a través de la representación del erotismo y el cuerpo femenino sexualizado, provoca una reacción de placer en el espectador, deformando por completo los hechos históricos del Holocausto: en particular, el hecho que el Holocausto no fue de ninguna manera, de ninguna forma, sexy." 
En su ensayo para el lanzamiento en la Criterion Collection, Annette Insdorf llamó a El portero de noche "una película provocativa y problemática  [que] puede verse como un ejercicio de perversión y explotación del Holocausto en aras del sensacionalismo. Por otro lado, una lectura más atenta de este thriller psicológico en inglés sugiere una visión oscura de personajes convincentes condenados por su pasado de la Segunda Guerra Mundial".
Algunos críticos han caracterizado a El portero de noche como una película de cine de explotación o de explotación nazi .